# Carl Zeller
JUDr. Carl Zeller, plným jménem Carl Adam Johann Nepomuk Zeller (19. června 1842 St. Peter in der Au – 17. srpna 1898 Baden u Vídně) byl rakouský operetní skladatel.

## Život
Pocházel z lékařské rodiny, ale v mládí přišel o otce. Měl velký hudební talent. Jako sedmiletý hoch už hrál na varhany, jako jedenáctiletý se dostal díky svému dobrému hlasu do vídeňského chlapeckého pěveckého sboru. V roce 1853 nastoupil na gymnázium ve Vídni, kde hrál i v místní Burgkapele a začal komponovat písně. Po maturitě studoval na Vídeňské univerzitě právo a promoval, doktorem práv se stal ve Štýrském Hradci (Grazu) v roce 1869. Byl zaměstnán na Ministerstvu kultury a školství, kde byl od roku 1873 vedoucím odboru pro umění. Jeho prvními divadelními díly byly komické opery Joconde (1876) a Die Fornarina (1879), nepřinesly mu však úspěch. Jeho první opereta Carbonari tematicky čerpala z neapolského prostředí a měla premiéru v roce 1880. Skutečný úspěch však dosáhl až operetou Ptáčník (Der Vogelhändler, 1891), která měla premiéru v Theater an der Wien a svojí kvalitou jej právem zařadila po boku Franze von Suppého, Johanna Strausse mladšího a Karla Millöckera do kvarteta nejvýznamnějších vídeňských operetních skladatelů 19. století. Slušný úspěch dosáhla také opereta Hornický mistr (Der Obersteiger, 1894).
V roce 1890 měl vážné právní problémy s dědictvím a křivým svědectvím u soudu. Ty ukončily Zellerovu kariéru na ministerstvu. Byl dokonce uvězněn a i když byl trest odnětí svobody později zrušen, na veřejnosti byl pošpiněn. Po zranění v roce 1895 od pádu na ledě strávil poslední léta svého života fyzicky a později i duševně nemocen. Zeller zemřel na zápal plic 17. srpna 1896 v Badenu ve věku 56 let. Je pohřben na čestném místě na Vídeňském centrálním hřbitově.
Jeho poslední opereta Správce sklepa (Kellermeister) byla uvedena tři roky po jeho smrti díky Johannovi Brandlovi (1835–1913).

## Dílo

### Jevištní díla
- Szenen vom kölnischen Narrenfest, hra se zpěvy (Sophiensaal, Vídeň, 1868)
- Die Thomasnacht, hra se zpěvy (Sophiensaal, Vídeň, 1869)
- Jaconde, komická opera (libreto Moritz West, Theater an der Wien, Vídeň; 1876)
- Die Fornarina, komická opera (libreto Moritz West a Richard Genée; Mnichov, 1878)
- Capitän Nicoll oder Die Carbonari, opereta (libreto Moritz West a F. Zell, Carltheater, Vídeň 1880)
- Der Vagabund, opereta (libreto Moritz West a Ludwig Held, Carltheater, Vídeň, 1886)
- Der Vogelhändler, opereta (libreto Moritz West a Ludwig Held, Theater an der Wien, Vídeň; 1891)
- Der Obersteiger, opereta (libreto Moritz West a Ludwig Held, Theater an der Wien, Vídeň, 1894)
- Der Kellermeister, opereta (libreto Moritz West; Raimundtheater, Vídeň, 1901, dokončil Johann Brandl)
- Die Rosl vom Wörthersee (nedokončeno, jako muzikál upravili Rudolf Kattnigg a Carl Wolfgang Zeller, 1943/44)

### Písně a sbory
- Marie Song (1855)
- Ave Maria (1855)
- Píseň na počest svatého Jakuba (1858)
- jednotlivé písně s doprovodem klavíru
- úpravy lidových písní
- mužské sbory